# 木卫三十七
木卫三十七（S/2001 J 8，Kale，/ˈkeɪliː/，KAY-lee；希腊语：Καλή），又名Jupiter XXXVII，是木星的一颗逆行的不規則衛星。由斯科特·谢泼德，D. Jewitt和J. Kleyna于2001年发现。
其直徑約為2公里，軌道平均半徑為22,409 Mm，軌道周期為685.324地球日，與黃道間的軌道傾角為165°（与木星赤道166°），運轉方向為逆行，軌道離心率为0.2011。
它在2003年8月被命名为Kale，是希腊神话中的卡里忒斯（美惠三女神）之一，宙斯（Jupiter）的女儿，有些作家认为她是赫淮斯托斯的妻子。
木卫三十七是加爾尼群的成员，而加爾尼群是一群環繞木星逆行的不規則衛星，它們的軌道半長軸在23與24 Gm之間，且軌道傾角都在约165°。